# Communauté Intercommunale de la Réunion Est
Die Communauté Intercommunale de la Réunion Est (CIREST) ist ein Gemeindeverband mit der Rechtsform einer Communauté d’agglomération im französischen Überseedépartement Réunion. Sie wurde am 21. Dezember 2001 gegründet und umfasst drei Gemeinden. Der Verwaltungssitz befindet sich im Ort Saint-Benoît.

## Mitgliedsgemeinden
| Gemeinde                                    | Einwohner 1. Januar 2022 | Fläche km² | Dichte Einw./km² | Code INSEE | Postleitzahl |
| ------------------------------------------- | ------------------------ | ---------- | ---------------- | ---------- | ------------ |
| Bras-Panon                                  | 13.131                   | 88,55      | 148              | 97402      | 97412        |
| La Plaine-des-Palmistes                     | 6.920                    | 83,19      | 83               | 97406      | 97431        |
| Saint-André                                 | 57.546                   | 53,07      | 1.084            | 97409      | 97440        |
| Saint-Benoît                                | 37.585                   | 229,61     | 164              | 97410      | 97470        |
| Sainte-Rose                                 | 6.450                    | 177,60     | 36               | 97419      | 97439        |
| Salazie                                     | 7.333                    | 103,82     | 71               | 97421      | 97433        |
| Communauté Intercommunale de la Réunion Est | 128.965                  | 735,84     | 175              | –          | –            |